# Esquema corporal
Esquema corporal é a consciência do corpo como meio de comunicação consigo mesmo e com o meio. Um bom desenvolvimento do esquema corporal pressupõe uma boa evolução da motricidade, das percepções espaciais e temporais, e da afetividade.
O conhecimento adequado do corpo engloba a Imagem corporal e o Conceito corporal, que podem ser desenvolvidos com atividades que favoreça:
- o conhecer do corpo como um todo;
- o conhecer do corpo segmentado;
- o controle dos movimentos globais e segmentados;
- o equilibrar estático e dinâmico;
- o expressar corporal harmônico.